# Dactylispa apicata
Dactylispa apicata is een keversoort uit de familie bladkevers (Chrysomelidae). De wetenschappelijke naam van de soort werd in 1869 gepubliceerd door Léon Marc Herminie Fairmaire.